# Keiko Takemiya
Keiko Takemiya (竹宮 惠子, antes 竹宮恵子, Takemiya Keiko), nacida el 13 de febrero de 1950 en Tokushima, es una famosa dibujante de shōjo manga e igual yaoi.
Una de las representantes del grupo del 24 (24nen-gumi), su obra más conocida es Kaze to ki no uta (風と木の詩, "La balada del viento y los árboles"), publicada en la revista Shōjo Comic entre 1976 y 1984, con la que se convertiría en una de las pioneras del subgénero shōnen-ai. Takemiya también se aventuraría con la ciencia ficción con Terra-e (地球【テラ】へ…, "Hacia Terra"), publicada en la Manga Shōnen entre 1978 y 1980. Otras obras suyas incluyen Pharaoh no Haka (ファラオの墓, "La tumba del faraón") y Tenma no ketsuzoku (天馬の血族, "Sangre de Pegaso").
En la actualidad, Takemiya se dedica a la enseñanza en la Universidad Seika de Kioto.

## Obras
- Azuma Kagami (吾妻鏡)
- Andromeda Stories (アンドロメダ・ストーリーズ)
- Wedding License (ウェディングライセンス)
- Hensōkyoku (変奏曲)
- Eden 2185 (エデン2185)
- Kaze to ki no uta (風と木の詩)
- Terra-e... (地球へ…)
- Tenma no ketsuzoku (天馬の血族)
- Tobira wa hirakuiku tabi mo (扉はひらくいくたびも)
- Pharaoh no Haka (ファラオの墓)
- Pride no yūutsu (ブライトの憂鬱)
- Watashi wo tsuki made tsuretette! / Fly me to the moon (私を月まで連れてって!)
- Natsu e no tobira (夏への扉)